# Haircut One Hundred
Haircut One Hundred var en brittisk new wave/funkpop-grupp som bildades 1980 av sångaren och gitarristen Nick Heyward, basisten Les Nemes och gitarristen Graham Jones. Följande år fick gruppen skivkontrakt med Arista Records och bestod då även av saxofonisten Phil Smith, percussionisten Mark Fox och trumslagaren Blair Cunningham. Gruppen fick fyra topp 10 hits i Storbritannien med låtarna "Favorite Shirts (Boy Meets Girl)" (1981), "Love Plus One" (1982), "Fantastic Day" (1982) och "Nobody's Fool" (1982). "Love Plus One" var även en mindre hit i USA. Nick Heyward lämnade bandet 1983 och bandet fick inte fler stora hits.
Gruppen återförenades tillfälligt 2004 och igen 2011, då de framförde albumet Pelican West live i sin helhet i en konsert i London.

## Bandmedlemmar
Senaste medlemmar
- Nick Heyward (f. 20 maj 1961 i Beckenham, Kent) – sång, gitarr (1981–1983, 2004, 2009–2013)
- Les Nemes (f. 5 december 1960 i Croydon, Surrey) – basgitarr (1981–1984, 2004, 2009–2013)
- Graham Jones (f. 8 juli 1961 i Bridlington, East Yorkshire) – gitarr (1981–1984, 2004, 2009–2013)
- Phil Smith (f. 1 maj 1959 i Redbridge, Essex) – saxofon (1981–1984, 2004, 2009–2013)
- Marc Fox (f. 13 februari 1958) – percussion, sång (1981–1984, 2004, 2009–2013)
- Blair Cunningham (f. 11 oktober 1957 i Harlem, New York City) – trummor (1981–1984, 2004, 2009–2013)

Tidigare medlemmar
Patrick Hunt (född i Shaftesbury, Dorset) – trummor (1981)

## Diskografi
Singlar med Nick Heyward
- "Favorite Shirts (Boy Meets Girl)" (1981) (UK Singles Chart #4)
- "Love Plus One" (1982) (UK #3, Billboard Hot 100 - USA #37)
- "Fantastic Day" (1982) (UK #9)
- "Nobody's Fool" (1982) (UK #9)

Singlar utan Nick Heyward
- "Prime Time" (1983) (UK #46)
- "So Tired" (1983) (UK #94)
- "Too Up Two Down" (1984)

Album
- Pelican West (1982) (UK Albums Chart #2)
- Paint and Paint (1984)